# Miclepta arrujumensis
Miclepta arrujumensis är en tvåvingeart som beskrevs av Ronald Henry Lambert Disney 2006. Miclepta arrujumensis ingår i släktet Miclepta och familjen puckelflugor. Inga underarter finns listade i Catalogue of Life.